# Joan Codinachs i Tuneu
Joan Codinachs i Tuneu   (Santa Eugènia de Berga, 12 de febrer de 1914 - Barbastre, 13 d'agost de 1936) fou un religiós claretià. És venerat com a beat per l'Església Catòlica.
Nascut al mas Molí del Gener, va fer els estudis al seminari claretià de Cervera. Va continuar els seus estudis a Vic, Solsona i Barbastre. A l'inici de la Guerra civil espanyola, fou executat, juntament amb els seus companys de comunitat, per milicians anarquistes.
El 25 d'octubre de 1992 fou beatificat pel Papa Joan Pau II.